# Jagdgeschwader 26
Jagdgeschwader 26 (dobesedno slovensko: Lovski polk 26; kratica JG 26) je bil lovski letalski polk (Geschwader) v sestavi nemške Luftwaffe med drugo svetovno vojno.

## Organizacija
- štab
- I. skupina
- II. skupina
- III. skupina
- IV. skupina

## Vodstvo polka
Poveljniki polka (Geschwaderkommodore)
- Polkovnik Eduard Ritter von Schleich: 1. maj 1939
- Major Hans-Hugo Witt: 14. december 1939
- Major Gotthard Handrick: 24. junij 1940
- Podpolkovnik Adolf Galland: 22. avgust 1940
- Major Gerhard Schöpfel: 6. december 1941
- Polkovnik Josef Priller: 11. januar 1943
- Major Franz Götz: 28. januar 1945